# Copa del Rey de fútbol 2005-06
La Copa del Rey de fútbol 2005-06 es la edición número 102 del Campeonato de España. Se disputó desde agosto de 2005 hasta junio de 2006.
Se proclamó campeón el Real Club Deportivo Espanyol de Barcelona, quien derrotó al Real Zaragoza en la final por 4-1. Es importante destacar que el equipo aragonés llegaba a la final después de eliminar al F. C. Barcelona y Real Madrid en cuartos de final y semifinales, goleándolos 4-2 y 6-1 respectivamente en ambos casos en la Romareda.

## Sistema de competición
Tomaron parte en el torneo todos los equipos de Primera y Segunda División y los mejores clasificados de Segunda B y Tercera la temporada anterior, excepto los equipos filiales, excluidos del torneo.
El sistema de competición volvió a variar respecto a la edición anterior, ya que los equipos de Primera no tuvieron que disputar las eliminatorias a partido único. 
Las cinco primeras eliminatorias se disputaron a partido único en el campo del equipo de inferior categoría. El resto de eliminatorias se jugaron a doble partido -ida y vuelta- excepto la final, disputada en terreno neutral.
En caso de empate en la eliminatoria, se aplicaron estos sucesivos sistemas de desempate:
1. En caso de eliminatoria a doble partido, se aplica la regla del gol de visitante (se clasifica el equipo con más goles marcados en campo contrario)
2. En caso de persistir el empate, se disputa una prórroga de 30 minutos.
3. Como última instancia, se desempata mediante el lanzamiento de tiros desde el punto penal.

## Equipos clasificados
Disputaron la Copa del Rey 2006–07, habiendo sellado su presencia en función de su clasificación en las cuatro primeras categorías del sistema de competición liguero en la temporada 2005/06, y partiendo de determinadas rondas según su categoría en la presente campaña, los siguientes equipos:

### Primera División
Los 20 equipos de la Primera División 2004/05:
| - F. C. Barcelona - Real Madrid CF - Villarreal CF - Real Betis - RCD Espanyol - Sevilla FC - Valencia CF - Deportivo de La Coruña - Athletic Club - Málaga CF | - Atlético de Madrid - Real Zaragoza - Getafe CF - Real Sociedad - CA Osasuna - Racing de Santander - RCD Mallorca - Levante UD - CD Numancia - Albacete Balompié |

### Segunda División
Los 21 equipos de Segunda División 2004/05 (excluido el Málaga CF B como equipo filial):
| - Cádiz CF - Celta de Vigo - Deportivo Alavés - SD Eibar - Recreativo de Huelva - Real Valladolid - Gimnàstic de Tarragona - Xerez CD - CD Tenerife - Elche CF - Sporting de Gijón | - Real Murcia - Poli Ejido - UE Lleida - Racing de Ferrol - UD Almería - CF Ciudad de Murcia - Córdoba CF - Terrassa FC - UD Salamanca - Pontevedra CF |

### Segunda División B
23 equipos de Segunda División B 2004/05 clasificados entre los 5 primeros de cada uno de los 4 grupos (excluidos equipos filiales) y los equipos no filiales con mejor puntuación del resto de clubs de la categoría, hasta completar el citado número:
| Grupo I - Universidad de Las Palmas - Rayo Vallecano - RSD Alcalá - CD Leganés - UD Las Palmas - CD Ourense | Grupo II - SD Ponferradina - Real Unión de Irún - Burgos CF - Zamora CF - Logroñés CF - Barakaldo CF - SD Lemona | Grupo III - Alicante CF - Hércules CF - CD Castellón - CD Alcoyano - Villajoyosa CF | Grupo IV - UB Conquense - AD Ceuta - Lorca Deportiva CF - UD Marbella - Algeciras CF |

### Tercera División
Los 18 equipos campeones de los grupos de Tercera División de España 2004/05 (en caso de que un equipo filial sea campeón de su grupo, la plaza se adjudica al equipo no filial mejor clasificado):
| - Rápido de Bouzas - Real Oviedo - UM Escobedo - Portugalete - CE L'Hospitalet - CF Gandia - CD Las Rozas - CF Promesas Ponferrada - CD Baza | - CD Villanueva - CD Constancia - SD Tenisca - Águilas CF - Mérida UD - CD Valle de Egüés - CD Calahorra - UD Barbastro - UD Almansa |

## Ronda previa
Eliminatoria preliminar a doble partido entre los 18 equipos de Tercera División y 18 de Segunda B.
Los encuentros de ida se disputaron del 11 al 15 de agosto de 2005 y los de vuelta el 20 y 21 de agosto.
| Local ida                 | Resultado global | Local vuelta    | Ida | Vuelta |
| ------------------------- | ---------------- | --------------- | --- | ------ |
| AD Ceuta                  | 1-1              | Algeciras CF    | 1-0 | 0-1    |
| CF Gandía                 | 1-5              | Villajoyosa CF  | 1-1 | 0-4    |
| Rápido de Bouzas          | 1-2              | Rayo Vallecano  | 1-0 | 0-2    |
| CD Valle de Egüés         | 2-5              | Logroñés CF     | 1-2 | 1-3    |
| Club Deportivo Las Rozas  | 1-3              | RSD Alcalá      | 0-2 | 1-1    |
| UD Almansa                | 2-1              | CD Villanueva   | 1-0 | 1-1    |
| Águilas CF                | 4-2              | CD Leganés      | 2-0 | 2-2    |
| CD Constancia             | 1-9              | Alicante CF     | 0-5 | 1-4    |
| Universidad de Las Palmas | 0-1              | UD Las Palmas   | 0-0 | 0-1    |
| Barakaldo CF              | 1-2              | SD Lemona       | 1-1 | 0-1    |
| CD Baza                   | 3-2              | UD Marbella     | 0-0 | 3-2    |
| Club Portugalete          | 2-2 (g.v.)       | SD Ponferradina | 0-1 | 2-1    |
| UM Escobedo               | 0-4              | Real Oviedo     | 0-2 | 0-2    |
| CD Calahorra              | 1-6              | CE L'Hospitalet | 1-3 | 0-3    |
| UD Barbastro              | 1-6              | CD Alcoyano     | 1-3 | 0-3    |
| Mérida UD                 | 2-0              | UB Conquense    | 2-0 | 0-0    |
| SD Tenisca                | 2-1              | CD Ourense      | 0-0 | 2-1    |
| P. Ponferrada             | N/D              | Burgos CF       | -   | -      |

## Primera ronda
Participan los 20 equipos de Segunda División. Eliminatoria a partido único disputada el 31 de agosto de 2005.
| Local                | Resultado    | Visitante              |
| -------------------- | ------------ | ---------------------- |
| Real Murcia          | 1-0          | CD Tenerife            |
| Lorca Deportiva      | 1-2          | Ciudad de Murcia       |
| Recreativo de Huelva | 3-2          | Elche CF               |
| Racing de Ferrol     | 2-0          | Sporting de Gijón      |
| CD Castellón         | 0-2          | UE Lleida              |
| Hércules CF          | 0-1          | Gimnàstic de Tarragona |
| Albacete Balompié    | 2-1          | Polideportivo Ejido    |
| UD Almería           | 0-0 (p. 1-3) | CD Numancia            |
| Xerez CD             | 1-1 (p. 4-1) | Real Valladolid        |
| Levante UD           | 0-1          | SD Eibar               |

## Segunda ronda
Disputada el 14 y 15 de septiembre de 2005.
| Local            | Resultado    | Visitante              |
| ---------------- | ------------ | ---------------------- |
| CD Baza          | 2-1          | Ciudad de Murcia       |
| Córdoba CF       | 0-3          | Gimnàstic de Tarragona |
| Club Portugalete | 0-1          | Real Unión             |
| Burgos CF        | 3-1          | UD Salamanca           |
| Águilas CF       | 1-1(p. 4-5)  | CD Numancia            |
| AD Ceuta         | 0-1          | SD Eibar               |
| SD Lemona        | 0-2          | UE Lleida              |
| CD Alcoyano      | 3-0          | Racing de Ferrol       |
| Alicante CF      | 2-0          | Recreativo de Huelva   |
| Rayo Vallecano   | 1-0          | Real Oviedo            |
| Zamora CF        | 1-0          | Villajoyosa CF         |
| CE L´Hospitalet  | 2-0          | Pontevedra CF          |
| RSD Alcalá       | 2-4          | Xerez CD               |
| Mérida UD        | 2-3          | Albacete Balompié      |
| SD Tenisca       | 0-0 (p. 3-2) | Real Murcia            |
| Terrassa FC      | 2-3          | Logroñés CF            |
| UD Almansa       | 1-2          | UD Las Palmas          |

## Tercera ronda
Disputada el 19 y 20 de octubre de 2005.
| Local             | Resultado    | Visitante              |
| ----------------- | ------------ | ---------------------- |
| SD Eibar          | 1-0          | Deportivo Alavés       |
| Xerez CD          | 3-2          | CD Numancia            |
| Rayo Vallecano    | 1-2          | Getafe CF              |
| Real Unión        | 0-1          | Athletic Club          |
| Burgos CF         | 1-0          | Racing de Santander    |
| SD Tenisca        | 1-3          | Celta de Vigo          |
| UD Las Palmas     | 0-1          | Atlético Madrid        |
| Zamora CF         | 1-1 (p. 2-0) | Real Sociedad          |
| Alicante CF       | 1-1 (p. 5-6) | Real Zaragoza          |
| CD Alcoyano       | 4-1          | RCD Mallorca           |
| Logroñés CF       | 0-1          | UE Lleida              |
| CE L´Hospitalet   | 4-3          | Gimnàstic de Tarragona |
| CD Baza           | 1-1 (p. 4-3) | Málaga CF              |
| Albacete Balompié | 1-3          | Cádiz CF               |

## Dieciseisavos de final
Disputada el 9 y 30 de noviembre de 2005.
| Local           | Resultado    | Visitante       |
| --------------- | ------------ | --------------- |
| CD Baza         | 0-1          | Celta de Vigo   |
| UE Lleida       | 2-4          | Getafe CF       |
| CE L´Hospitalet | 1-3          | Athletic Club   |
| Burgos CF       | 0-2          | Cádiz CF        |
| Zamora CF       | 1-1 (p. 4-3) | SD Eibar        |
| Xerez CD        | 2-2 (p. 6-7) | Real Zaragoza   |
| CD Alcoyano     | 0-1          | Atlético Madrid |

## Fase final
|  | Octavos de final                                                 | Octavos de final                                                 | Octavos de final                                                 | Octavos de final                                                 |   |                     | Cuartos de final                                                            | Cuartos de final                                                            | Cuartos de final                                                            | Cuartos de final                                                            |  |               | Semifinales                                                                 | Semifinales                                                                 | Semifinales                                                                 | Semifinales                                                                 |  |          | Final                                                 | Final                                                 |  |
|  | 3 al 11 de enero de 2006 (ida) 11 y 18 de enero de 2006 (vuelta) | 3 al 11 de enero de 2006 (ida) 11 y 18 de enero de 2006 (vuelta) | 3 al 11 de enero de 2006 (ida) 11 y 18 de enero de 2006 (vuelta) | 3 al 11 de enero de 2006 (ida) 11 y 18 de enero de 2006 (vuelta) |   |                     | 18 al 26 de enero de 2006 (ida) 25 de enero y 1 de febrero de 2006 (vuelta) | 18 al 26 de enero de 2006 (ida) 25 de enero y 1 de febrero de 2006 (vuelta) | 18 al 26 de enero de 2006 (ida) 25 de enero y 1 de febrero de 2006 (vuelta) | 18 al 26 de enero de 2006 (ida) 25 de enero y 1 de febrero de 2006 (vuelta) |  |               | 8 y 9 de febrero de 2006 (ida) 14 de febrero y 15 de marzo de 2006 (vuelta) | 8 y 9 de febrero de 2006 (ida) 14 de febrero y 15 de marzo de 2006 (vuelta) | 8 y 9 de febrero de 2006 (ida) 14 de febrero y 15 de marzo de 2006 (vuelta) | 8 y 9 de febrero de 2006 (ida) 14 de febrero y 15 de marzo de 2006 (vuelta) |  |          | 12 de abril de 2006 Estadio Santiago Bernabéu, Madrid | 12 de abril de 2006 Estadio Santiago Bernabéu, Madrid |  |
|  |                                                                  |                                                                  |                                                                  |                                                                  |   |                     |                                                                             |                                                                             |                                                                             |                                                                             |  |               |                                                                             |                                                                             |                                                                             |                                                                             |  |          |                                                       |                                                       |  |
|  |                                                                  |                                                                  |                                                                  |                                                                  |   |                     |                                                                             |                                                                             |                                                                             |                                                                             |  |               |                                                                             |                                                                             |                                                                             |                                                                             |  |          |                                                       |                                                       |  |
|  | Cádiz                                                            | 3                                                                | 0                                                                | 3                                                                |   |                     |                                                                             |                                                                             |                                                                             |                                                                             |  |               |                                                                             |                                                                             |                                                                             |                                                                             |  |          |                                                       |                                                       |  |
|  | Cádiz                                                            | 3                                                                | 0                                                                | 3                                                                |   |                     |                                                                             |                                                                             |                                                                             |                                                                             |  |               |                                                                             |                                                                             |                                                                             |                                                                             |  |          |                                                       |                                                       |  |
|  | Sevilla                                                          | 2                                                                | 0                                                                | 2                                                                |   |                     |                                                                             |                                                                             |                                                                             |                                                                             |  |               |                                                                             |                                                                             |                                                                             |                                                                             |  |          |                                                       |                                                       |  |
|  | Sevilla                                                          | 2                                                                | 0                                                                | 2                                                                |   | Cádiz               | 0                                                                           | 0                                                                           | 0                                                                           |                                                                             |  |               |                                                                             |                                                                             |                                                                             |                                                                             |  |          |                                                       |                                                       |  |
|  |                                                                  |                                                                  |                                                                  |                                                                  |   | Cádiz               | 0                                                                           | 0                                                                           | 0                                                                           |                                                                             |  |               |                                                                             |                                                                             |                                                                             |                                                                             |  |          |                                                       |                                                       |  |
|  |                                                                  |                                                                  | Espanyol                                                         | 2                                                                | 2 | 4                   |                                                                             |                                                                             |                                                                             |                                                                             |  |               |                                                                             |                                                                             |                                                                             |                                                                             |  |          |                                                       |                                                       |  |
|  | Getafe                                                           | 0                                                                | Espanyol                                                         | 2                                                                | 2 | 4                   | 3                                                                           | 3                                                                           |                                                                             |                                                                             |  |               |                                                                             |                                                                             |                                                                             |                                                                             |  |          |                                                       |                                                       |  |
|  | Getafe                                                           | 0                                                                |                                                                  |                                                                  |   |                     |                                                                             |                                                                             |                                                                             |                                                                             |  |               |                                                                             |                                                                             |                                                                             |                                                                             |  |          |                                                       |                                                       |  |
|  | Espanyol                                                         | 1                                                                | 3                                                                | 4                                                                |   |                     |                                                                             |                                                                             |                                                                             |                                                                             |  |               |                                                                             |                                                                             |                                                                             |                                                                             |  |          |                                                       |                                                       |  |
|  | Espanyol                                                         | 1                                                                | 3                                                                | 4                                                                |   |                     |                                                                             |                                                                             |                                                                             |                                                                             |  | Espanyol      | 2                                                                           | 0                                                                           | 2                                                                           |                                                                             |  |          |                                                       |                                                       |  |
|  |                                                                  |                                                                  |                                                                  |                                                                  |   |                     |                                                                             |                                                                             |                                                                             |                                                                             |  | Espanyol      | 2                                                                           | 0                                                                           | 2                                                                           |                                                                             |  |          |                                                       |                                                       |  |
|  |                                                                  |                                                                  | Deportivo La Coruña                                              | 1                                                                | 0 | 1                   |                                                                             |                                                                             |                                                                             |                                                                             |  |               |                                                                             |                                                                             |                                                                             |                                                                             |  |          |                                                       |                                                       |  |
|  | Deportivo La Coruña                                              | 3                                                                | Deportivo La Coruña                                              | 1                                                                | 0 | 1                   | 1                                                                           | 4                                                                           |                                                                             |                                                                             |  |               |                                                                             |                                                                             |                                                                             |                                                                             |  |          |                                                       |                                                       |  |
|  | Deportivo La Coruña                                              | 3                                                                |                                                                  |                                                                  |   |                     |                                                                             |                                                                             |                                                                             |                                                                             |  |               |                                                                             |                                                                             |                                                                             |                                                                             |  |          |                                                       |                                                       |  |
|  | Osasuna                                                          | 0                                                                | 2                                                                | 2                                                                |   |                     |                                                                             |                                                                             |                                                                             |                                                                             |  |               |                                                                             |                                                                             |                                                                             |                                                                             |  |          |                                                       |                                                       |  |
|  | Osasuna                                                          | 0                                                                | 2                                                                | 2                                                                |   | Deportivo La Coruña | 1                                                                           | 1                                                                           | 2                                                                           |                                                                             |  |               |                                                                             |                                                                             |                                                                             |                                                                             |  |          |                                                       |                                                       |  |
|  |                                                                  |                                                                  |                                                                  |                                                                  |   | Deportivo La Coruña | 1                                                                           | 1                                                                           | 2                                                                           |                                                                             |  |               |                                                                             |                                                                             |                                                                             |                                                                             |  |          |                                                       |                                                       |  |
|  |                                                                  |                                                                  | Valencia                                                         | 0                                                                | 1 | 1                   |                                                                             |                                                                             |                                                                             |                                                                             |  |               |                                                                             |                                                                             |                                                                             |                                                                             |  |          |                                                       |                                                       |  |
|  | Villarreal                                                       | 0                                                                | Valencia                                                         | 0                                                                | 1 | 1                   | 0                                                                           | 0                                                                           |                                                                             |                                                                             |  |               |                                                                             |                                                                             |                                                                             |                                                                             |  |          |                                                       |                                                       |  |
|  | Villarreal                                                       | 0                                                                |                                                                  |                                                                  |   |                     |                                                                             |                                                                             |                                                                             |                                                                             |  |               |                                                                             |                                                                             |                                                                             |                                                                             |  |          |                                                       |                                                       |  |
|  | Valencia                                                         | 2                                                                | 1                                                                | 3                                                                |   |                     |                                                                             |                                                                             |                                                                             |                                                                             |  |               |                                                                             |                                                                             |                                                                             |                                                                             |  |          |                                                       |                                                       |  |
|  | Valencia                                                         | 2                                                                | 1                                                                | 3                                                                |   |                     |                                                                             |                                                                             |                                                                             |                                                                             |  |               |                                                                             |                                                                             |                                                                             |                                                                             |  | Espanyol | 4                                                     |                                                       |  |
|  |                                                                  |                                                                  |                                                                  |                                                                  |   |                     |                                                                             |                                                                             |                                                                             |                                                                             |  |               |                                                                             |                                                                             |                                                                             |                                                                             |  | Espanyol | 4                                                     |                                                       |  |
|  |                                                                  |                                                                  | Real Zaragoza                                                    | 1                                                                |   |                     |                                                                             |                                                                             |                                                                             |                                                                             |  |               |                                                                             |                                                                             |                                                                             |                                                                             |  |          |                                                       |                                                       |  |
|  | Atlético de Madrid                                               | 0                                                                | Real Zaragoza                                                    | 1                                                                | 2 | 2                   |                                                                             |                                                                             |                                                                             |                                                                             |  |               |                                                                             |                                                                             |                                                                             |                                                                             |  |          |                                                       |                                                       |  |
|  | Atlético de Madrid                                               | 0                                                                |                                                                  |                                                                  |   |                     |                                                                             |                                                                             |                                                                             |                                                                             |  |               |                                                                             |                                                                             |                                                                             |                                                                             |  |          |                                                       |                                                       |  |
|  | Real Zaragoza                                                    | 1                                                                | 2                                                                | 3                                                                |   |                     |                                                                             |                                                                             |                                                                             |                                                                             |  |               |                                                                             |                                                                             |                                                                             |                                                                             |  |          |                                                       |                                                       |  |
|  | Real Zaragoza                                                    | 1                                                                | 2                                                                | 3                                                                |   | Real Zaragoza       | 4                                                                           | 1                                                                           | 5                                                                           |                                                                             |  |               |                                                                             |                                                                             |                                                                             |                                                                             |  |          |                                                       |                                                       |  |
|  |                                                                  |                                                                  |                                                                  |                                                                  |   | Real Zaragoza       | 4                                                                           | 1                                                                           | 5                                                                           |                                                                             |  |               |                                                                             |                                                                             |                                                                             |                                                                             |  |          |                                                       |                                                       |  |
|  |                                                                  |                                                                  | Barcelona                                                        | 2                                                                | 2 | 4                   |                                                                             |                                                                             |                                                                             |                                                                             |  |               |                                                                             |                                                                             |                                                                             |                                                                             |  |          |                                                       |                                                       |  |
|  | Zamora                                                           | 1                                                                | Barcelona                                                        | 2                                                                | 2 | 4                   | 0                                                                           | 1                                                                           |                                                                             |                                                                             |  |               |                                                                             |                                                                             |                                                                             |                                                                             |  |          |                                                       |                                                       |  |
|  | Zamora                                                           | 1                                                                |                                                                  |                                                                  |   |                     |                                                                             |                                                                             |                                                                             |                                                                             |  |               |                                                                             |                                                                             |                                                                             |                                                                             |  |          |                                                       |                                                       |  |
|  | Barcelona                                                        | 3                                                                | 6                                                                | 9                                                                |   |                     |                                                                             |                                                                             |                                                                             |                                                                             |  |               |                                                                             |                                                                             |                                                                             |                                                                             |  |          |                                                       |                                                       |  |
|  | Barcelona                                                        | 3                                                                | 6                                                                | 9                                                                |   |                     |                                                                             |                                                                             |                                                                             |                                                                             |  | Real Zaragoza | 6                                                                           | 0                                                                           | 6                                                                           |                                                                             |  |          |                                                       |                                                       |  |
|  |                                                                  |                                                                  |                                                                  |                                                                  |   |                     |                                                                             |                                                                             |                                                                             |                                                                             |  | Real Zaragoza | 6                                                                           | 0                                                                           | 6                                                                           |                                                                             |  |          |                                                       |                                                       |  |
|  |                                                                  |                                                                  | Real Madrid                                                      | 1                                                                | 4 | 5                   |                                                                             |                                                                             |                                                                             |                                                                             |  |               |                                                                             |                                                                             |                                                                             |                                                                             |  |          |                                                       |                                                       |  |
|  | Celta de Vigo                                                    | 1                                                                | Real Madrid                                                      | 1                                                                | 4 | 5                   | 0                                                                           | 1                                                                           |                                                                             |                                                                             |  |               |                                                                             |                                                                             |                                                                             |                                                                             |  |          |                                                       |                                                       |  |
|  | Celta de Vigo                                                    | 1                                                                |                                                                  |                                                                  |   |                     |                                                                             |                                                                             |                                                                             |                                                                             |  |               |                                                                             |                                                                             |                                                                             |                                                                             |  |          |                                                       |                                                       |  |
|  | Real Betis (v.)                                                  | 1                                                                | 0                                                                | 1                                                                |   |                     |                                                                             |                                                                             |                                                                             |                                                                             |  |               |                                                                             |                                                                             |                                                                             |                                                                             |  |          |                                                       |                                                       |  |
|  | Real Betis (v.)                                                  | 1                                                                | 0                                                                | 1                                                                |   | Real Betis          | 0                                                                           | 0                                                                           | 0                                                                           |                                                                             |  |               |                                                                             |                                                                             |                                                                             |                                                                             |  |          |                                                       |                                                       |  |
|  |                                                                  |                                                                  |                                                                  |                                                                  |   | Real Betis          | 0                                                                           | 0                                                                           | 0                                                                           |                                                                             |  |               |                                                                             |                                                                             |                                                                             |                                                                             |  |          |                                                       |                                                       |  |
|  |                                                                  |                                                                  | Real Madrid                                                      | 1                                                                | 1 | 2                   |                                                                             |                                                                             |                                                                             |                                                                             |  |               |                                                                             |                                                                             |                                                                             |                                                                             |  |          |                                                       |                                                       |  |
|  | Athletic Club                                                    | 0                                                                | Real Madrid                                                      | 1                                                                | 1 | 2                   | 0                                                                           | 0                                                                           |                                                                             |                                                                             |  |               |                                                                             |                                                                             |                                                                             |                                                                             |  |          |                                                       |                                                       |  |
|  | Athletic Club                                                    | 0                                                                |                                                                  |                                                                  |   |                     |                                                                             |                                                                             |                                                                             |                                                                             |  |               |                                                                             |                                                                             |                                                                             |                                                                             |  |          |                                                       |                                                       |  |
|  | Real Madrid                                                      | 1                                                                | 4                                                                | 5                                                                |   |                     |                                                                             |                                                                             |                                                                             |                                                                             |  |               |                                                                             |                                                                             |                                                                             |                                                                             |  |          |                                                       |                                                       |  |
|  | Real Madrid                                                      | 1                                                                | 4                                                                | 5                                                                |   |                     |                                                                             |                                                                             |                                                                             |                                                                             |  |               |                                                                             |                                                                             |                                                                             |                                                                             |  |          |                                                       |                                                       |  |
|  |                                                                  |                                                                  |                                                                  |                                                                  |   |                     |                                                                             |                                                                             |                                                                             |                                                                             |  |               |                                                                             |                                                                             |                                                                             |                                                                             |  |          |                                                       |                                                       |  |

## Octavos de final
Los encuentros de ida se disputaron los días 3 y 4 de enero de 2006 y los de vuelta el 11 y el 12 de enero.
| Local ida              | Resultado global | Local vuelta   | Ida | Vuelta |
| ---------------------- | ---------------- | -------------- | --- | ------ |
| Athletic Club          | 0-5              | Real Madrid    | 0-1 | 0-4    |
| Zamora CF              | 1-9              | F.C. Barcelona | 1-3 | 0-6    |
| Getafe CF              | 3-4              | RCD Espanyol   | 0-1 | 3-3    |
| Deportivo de La Coruña | 4-2              | CA Osasuna     | 3-0 | 1-2    |
| Cádiz CF               | 3-2              | Sevilla FC     | 3-2 | 0-0    |
| Villarreal CF          | 0-3              | Valencia CF    | 0-2 | 0-1    |
| Celta de Vigo          | 1-1              | Real Betis     | 1-1 | 0-0    |
| Atlético Madrid        | 2-3              | Real Zaragoza  | 0-1 | 2-2    |

### Athletic Club - Real Madrid CF
| Ida; 3 de enero de 2006, 22:00 (CEST) | Athletic Club | 0 - 1   | Real Madrid CF | San Mamés, Bilbao                    |                                      |
|                                       |               | Reporte | Beckham 70'    | Árbitro(s): Alberto Undiano Mallenco | Árbitro(s): Alberto Undiano Mallenco |

| Vuelta; 11 de enero de 2006, 21:00 (CEST) | Real Madrid CF                                   | 4 - 0   | Athletic Club | Santiago Bernabéu, Madrid            |                                      |
|                                           | Robinho 29' 89' · Sergio Ramos 64' · Soldado 86' | Reporte |               | Árbitro(s): David Fernández Borbalán | Árbitro(s): David Fernández Borbalán |

### Zamora CF - FC Barcelona
| Ida; 3 de enero de 2006, 22:00 (CEST) | Zamora CF | 1 - 3   | F. C. Barcelona                               | Ruta de la Plata, Zamora                                           |                                                                    |
|                                       | Xaco 5'   | Reporte | Van Bronckhorst 36' · Márquez 80' · Giuly 84' | Asistencia: 11.000 espectadores Árbitro(s): Víctor Esquinas Torres | Asistencia: 11.000 espectadores Árbitro(s): Víctor Esquinas Torres |

| Vuelta; 11 de enero de 2006, 21:00 (CEST) | F. C. Barcelona                                                                  | 6 - 0   | Zamora CF | Camp Nou, Barcelona                 |                                     |
|                                           | Ezquerro 1' · Larsson 19' 21' · Motta 35' · Van Bommel 52' · Maxi López 81' (p.) | Reporte |           | Árbitro(s): Carlos Velasco Carballo | Árbitro(s): Carlos Velasco Carballo |

### Getafe CF - RCD Espanyol
| Ida; 4 de enero de 2006, 21:45 (CEST) | Getafe CF | 0 - 1   | RCD Espanyol | Coliseum Alfonso Pérez, Getafe    |                                   |
|                                       |           | Reporte | Jarque 86'   | Árbitro(s): César Muñiz Fernández | Árbitro(s): César Muñiz Fernández |

| Vuelta; 11 de enero de 2006, 22:00 (CEST) | RCD Espanyol                                 | 3 - 3   | Getafe CF                | Estadio Olímpico Lluís Companys, Barcelona |                                     |
|                                           | Eduardo Costa 25' · Jonathan Soriano 53' 66' | Reporte | Riki 3' 15' · Pernía 82' | Árbitro(s): Miguel Ángel Ayza Gámez        | Árbitro(s): Miguel Ángel Ayza Gámez |

### Deportivo de La Coruña - CA Osasuna
| Ida; 4 de enero de 2006, 20:00 (CEST) | Deportivo de La Coruña                  | 3 - 0   | CA Osasuna | Estadio de Riazor, La Coruña           |                                        |
|                                       | Munitis 12' · Valerón 44' · Scaloni 85' | Reporte |            | Árbitro(s): Fernando Teixeira Vitienes | Árbitro(s): Fernando Teixeira Vitienes |

| Vuelta; 11 de enero de 2006, 20:00 (CEST) | CA Osasuna                  | 2 - 1   | Deportivo de La Coruña | Reyno de Navarra, Pamplona        |                                   |
|                                           | Iñaki Muñoz 81' · Romeo 89' | Reporte | Víctor 56'             | Árbitro(s): Antonio Rubinos Pérez | Árbitro(s): Antonio Rubinos Pérez |

### Cádiz CF - Sevilla FC
| Ida; 4 de enero de 2006, 20:00 (CEST) | Cádiz CF                                                   | 3 - 2   | Sevilla FC      | Ramón de Carranza, Cádiz                |                                         |
|                                       | Mirosavljević 25' · Alexander Medina 27' · Martí 56' (a.g) | Reporte | Kanouté 70' 88' | Árbitro(s): Bernardino González Vázquez | Árbitro(s): Bernardino González Vázquez |

| Vuelta; 11 de enero de 2006, 20:00 (CEST) | Sevilla FC | 0 - 0   | Cádiz CF | Ramón Sánchez Pizjuán, Sevilla   |                                  |
|                                           |            | Reporte |          | Árbitro(s): Arturo Daudén Ibáñez | Árbitro(s): Arturo Daudén Ibáñez |

### Villarreal CF - Valencia CF
| Ida; 4 de enero de 2006, 21:45 (CEST) | Villarreal CF | 0 - 2   | Valencia CF              | El Madrigal, Villarreal              |                                      |
|                                       |               | Reporte | Regueiro 53' · Villa 65' | Árbitro(s): Rafael Ramírez Domínguez | Árbitro(s): Rafael Ramírez Domínguez |

| Vuelta; 11 de enero de 2006, 21:45 (CEST) | Valencia CF | 1 - 0   | Villarreal CF | Mestalla, Valencia                |                                   |
|                                           |             | Reporte | Miguel 58'    | Árbitro(s): Alfonso Pérez Burrull | Árbitro(s): Alfonso Pérez Burrull |

### Celta de Vigo - Real Betis
| Ida; 4 de enero de 2006, 20:00 (CEST) | Celta de Vigo    | 1 - 1   | Real Betis         | Balaídos, Vigo                  |                                 |
|                                       | Jesús Perera 22' | Reporte | Roberto 79' (a.g.) | Árbitro(s): Carlos Megía Dávila | Árbitro(s): Carlos Megía Dávila |

| Vuelta; 11 de enero de 2006, 20:00 (CEST)            | Real Betis | 0 - 0   | Celta de Vigo | Benito Villamarín, Sevilla             |                                        |
|                                                      |            | Reporte |               | Árbitro(s): Eduardo Iturralde González | Árbitro(s): Eduardo Iturralde González |
| Eliminatoria resuelta por Regla del gol de visitante |            |         |               |                                        |                                        |

### Atlético de Madrid - Real Zaragoza
| Ida; 11 de enero de 2006, 21:00 (CEST) | Atlético de Madrid | 0 - 1   | Real Zaragoza | Vicente Calderón, Madrid                   |                                            |
|                                        |                    | Reporte | Ewerthon 57'  | Árbitro(s): Manuel Enrique Mejuto González | Árbitro(s): Manuel Enrique Mejuto González |

| Vuelta; 18 de enero de 2006, 20:00 (CEST) | Real Zaragoza       | 2 - 2   | Atlético de Madrid        | La Romareda, Zaragoza               |                                     |
|                                           | Cani 9' · Óscar 26' | Reporte | Kežman 32' · Galletti 61' | Árbitro(s): Miguel Ángel Pérez Lasa | Árbitro(s): Miguel Ángel Pérez Lasa |

## Cuartos de final
| Local ida              | Resultado global | Local vuelta    | Ida | Vuelta |
| ---------------------- | ---------------- | --------------- | --- | ------ |
| Real Zaragoza          | 5-4              | F. C. Barcelona | 4-2 | 1-2    |
| Real Betis             | 0-2              | Real Madrid     | 0-1 | 0-1    |
| Cádiz CF               | 0-4              | RCD Espanyol    | 0-2 | 0-2    |
| Deportivo de La Coruña | 2-1              | Valencia CF     | 1-0 | 1-1    |

### Real Zaragoza - F. C. Barcelona
| Ida; 26 de enero de 2006, 21:00 (CEST) | Real Zaragoza                           | 4 - 2   | F. C. Barcelona              | La Romareda, Zaragoza             |                                   |
|                                        | Diego Milito 22' 89' · Ewerthon 24' 27' | Reporte | Márquez 32' · Ronaldinho 61' | Árbitro(s): Luis Medina Cantalejo | Árbitro(s): Luis Medina Cantalejo |

| Vuelta; 1 de febrero de 2006, 22:00 (CEST) | F. C. Barcelona         | 2 - 1   | Real Zaragoza | Camp Nou, Barcelona                   |                                       |
|                                            | Messi 41' · Larsson 89' | Reporte | Óscar 65'     | Árbitro(s): Julián Rodríguez Santiago | Árbitro(s): Julián Rodríguez Santiago |

### Real Betis - Real Madrid CF
| Ida; 18 de enero de 2006, 21:30 (CEST) | Real Betis | 0 - 1   | Real Madrid CF | Benito Villamarín, Sevilla              |                                         |
|                                        |            | Reporte | Cassano 65'    | Árbitro(s): Bernardino González Vázquez | Árbitro(s): Bernardino González Vázquez |

| Vuelta; 25 de enero de 2006, 20:00 (CEST) | Real Madrid CF | 1 - 0   | Real Betis | Santiago Bernabéu, Madrid           |                                     |
|                                           | Robinho 43'    | Reporte |            | Árbitro(s): Miguel Ángel Pérez Lasa | Árbitro(s): Miguel Ángel Pérez Lasa |

### Cádiz CF - RCD Espanyol
| Ida; 18 de enero de 2006, 20:00 (CEST) | Cádiz CF | 0 - 2   | RCD Espanyol               | Ramón de Carranza, Cádiz                   |                                            |
|                                        |          | Reporte | Pandiani 50' · Fredson 88' | Árbitro(s): Manuel Enrique Mejuto González | Árbitro(s): Manuel Enrique Mejuto González |

| Vuelta; 25 de enero de 2006, 20:00 (CEST) | RCD Espanyol   | 2 - 0   | Cádiz CF | Estadio Olímpico Lluís Companys, Barcelona |                                         |
|                                           | Joffre 72' 76' | Reporte |          | Árbitro(s): Víctor José Esquinas Torres    | Árbitro(s): Víctor José Esquinas Torres |

### Deportivo de La Coruña - Valencia CF
| Ida; 19 de enero de 2006, 22:00 (CEST) | Deportivo de La Coruña | 1 - 0   | Valencia CF | Riazor, La Coruña                      |                                        |
|                                        | Sergio 78'             | Reporte |             | Árbitro(s): Eduardo Iturralde González | Árbitro(s): Eduardo Iturralde González |

| Vuelta; 1 de febrero de 2006, 22:00 (CEST) | Valencia CF | 1 - 1   | Deportivo de La Coruña | Mestalla, Valencia              |                                 |
|                                            | Villa 43'   | Reporte | Víctor 68'             | Árbitro(s): Carlos Megía Dávila | Árbitro(s): Carlos Megía Dávila |

## Semifinales
Los partidos de ida se disputaron el 8 y 9 de febrero de 2006 y la vuelta el 14 de febrero y 15 de marzo.
| Local ida     | Resultado global | Local vuelta           | Ida | Vuelta |
| ------------- | ---------------- | ---------------------- | --- | ------ |
| Real Zaragoza | 6-5              | Real Madrid            | 6-1 | 0-4    |
| RCD Espanyol  | 2-1              | Deportivo de La Coruña | 2-1 | 0-0    |

### Real Zaragoza - Real Madrid CF
| Ida; 8 de febrero de 2006, 21:00 (CEST) | Real Zaragoza                                   | 6 - 1   | Real Madrid  | La Romareda, Zaragoza             |                                   |
|                                         | Diego Milito 14' 21' 33' 55' · Ewerthon 59' 82' | Reporte | Baptista 37' | Árbitro(s): Alfonso Pérez Burrull | Árbitro(s): Alfonso Pérez Burrull |

| Vuelta; 14 de febrero de 2006, 21:00 (CEST) | Real Madrid CF                                             | 4 - 0   | Real Zaragoza | Santiago Bernabéu, Madrid               |                                         |
|                                             | Cicinho 1' · Robinho 5' · Ronaldo 10' · Roberto Carlos 60' | Reporte |               | Árbitro(s): Bernardino González Vázquez | Árbitro(s): Bernardino González Vázquez |

### RCD Espanyol - Deportivo de La Coruña
| Ida; 9 de febrero de 2006, 21:00 (CEST) | RCD Espanyol                   | 2 - 1   | Deportivo de La Coruña | Estadio Olímpico Lluís Companys, Barcelona |                                   |
|                                         | Luis García 56' · Pandiani 89' | Reporte | Rubén Castro 3'        | Árbitro(s): Luis Medina Cantalejo          | Árbitro(s): Luis Medina Cantalejo |

| Vuelta; 15 de marzo de 2006, 21:00 (CEST) | Deportivo de La Coruña | 0 - 0   | RCD Espanyol | Riazor, La Coruña                    |                                      |
|                                           |                        | Reporte |              | Árbitro(s): Alberto Undiano Mallenco | Árbitro(s): Alberto Undiano Mallenco |

## Final
| 13 | POR | Carlos Kameni       |     |
| 4  | DEF | Albert Lopo         |     |
| 21 | DEF | Daniel Jarque       |     |
| 8  | DEF | Pablo Zabaleta      |     |
| 3  | DEF | David García        |     |
| 6  | MED | Eduardo Costa       |     |
| 15 | MED | Ito                 | 61' |
| 15 | MED | Fredson Camara      | 61' |
| 9  | MED | Iván de la Peña     |     |
| 10 | DEL | Luis García         |     |
| 23 | DEL | Raúl Tamudo         | 76' |
| DT | DT  | Miguel Ángel Lotina |     |

| 1  | POR | César Sánchez   |     |
| 14 | DEF | Leonardo Ponzio |     |
| 5  | DEF | Álvaro Maior    |     |
| 6  | DEF | Gabi Milito     |     |
| 12 | DEF | Delio Toledo    | 75' |
| 18 | MED | Óscar González  | 50' |
| 21 | MED | Alberto Zapater |     |
| 16 | MED | Albert Celades  | 66' |
| 8  | MED | Cani            |     |
| 17 | DEL | Ewerthon        |     |
| 22 | DEL | Diego Milito    |     |
| DT | DT  | Víctor Muñoz    |     |

| 20 | DEL | Ferran Corominas | 61' |
| 22 | DEL | Moisés Hurtado   | 61' |
| 7  | DEL | Walter Pandiani  | 76' |

| 10 | DEL | Sávio Bortolini    | 50' |
| 7  | MED | José María Movilla | 66' |
| 25 | POR | Raúl Valbuena      | 75' |

| Gol | 1'  | Raúl Tamudo      | 1-0 |
| Gol | 33' | Luis García      | 2-1 |
| Gol | 71' | Ferran Corominas | 3-1 |
| Gol | 86' | Luis García      | 4-1 |

| Gol | 28' | Ewerhton | 1-1 |

| Tarjeta Amarilla | 16' | Daniel Jarque |
| Tarjeta Amarilla | 19' | Ito           |
| Tarjeta Amarilla | 74' | Raúl Tamudo   |

| Tarjeta Amarilla                | 25' | Óscar González |
| Tarjeta Amarilla                | 37' | Gabi MIlito    |
| Tarjeta Amarilla                | 42' | César Sánchez  |
| Tarjeta Amarilla                | 48' | Albert Celades |
| Tarjeta Amarilla · Tarjeta Roja | 74' | César Sánchez  |

| Árbitro             | Luis Medina Cantalejo        |
| Árbitros asistentes | Victoriano Giráldez Carrasco |
| Árbitros asistentes | Pedro Medina Hernández       |
| Cuarto Árbitro      | Carlos Megía Dávila          |

| 13 | POR | Carlos Kameni       |     |
| 4  | DEF | Albert Lopo         |     |
| 21 | DEF | Daniel Jarque       |     |
| 8  | DEF | Pablo Zabaleta      |     |
| 3  | DEF | David García        |     |
| 6  | MED | Eduardo Costa       |     |
| 15 | MED | Ito                 | 61' |
| 15 | MED | Fredson Camara      | 61' |
| 9  | MED | Iván de la Peña     |     |
| 10 | DEL | Luis García         |     |
| 23 | DEL | Raúl Tamudo         | 76' |
| DT | DT  | Miguel Ángel Lotina |     |

| 1  | POR | César Sánchez   |     |
| 14 | DEF | Leonardo Ponzio |     |
| 5  | DEF | Álvaro Maior    |     |
| 6  | DEF | Gabi Milito     |     |
| 12 | DEF | Delio Toledo    | 75' |
| 18 | MED | Óscar González  | 50' |
| 21 | MED | Alberto Zapater |     |
| 16 | MED | Albert Celades  | 66' |
| 8  | MED | Cani            |     |
| 17 | DEL | Ewerthon        |     |
| 22 | DEL | Diego Milito    |     |
| DT | DT  | Víctor Muñoz    |     |

| 20 | DEL | Ferran Corominas | 61' |
| 22 | DEL | Moisés Hurtado   | 61' |
| 7  | DEL | Walter Pandiani  | 76' |

| 10 | DEL | Sávio Bortolini    | 50' |
| 7  | MED | José María Movilla | 66' |
| 25 | POR | Raúl Valbuena      | 75' |

| Gol | 1'  | Raúl Tamudo      | 1-0 |
| Gol | 33' | Luis García      | 2-1 |
| Gol | 71' | Ferran Corominas | 3-1 |
| Gol | 86' | Luis García      | 4-1 |

| Gol | 28' | Ewerhton | 1-1 |

| Tarjeta Amarilla | 16' | Daniel Jarque |
| Tarjeta Amarilla | 19' | Ito           |
| Tarjeta Amarilla | 74' | Raúl Tamudo   |

| Tarjeta Amarilla                | 25' | Óscar González |
| Tarjeta Amarilla                | 37' | Gabi MIlito    |
| Tarjeta Amarilla                | 42' | César Sánchez  |
| Tarjeta Amarilla                | 48' | Albert Celades |
| Tarjeta Amarilla · Tarjeta Roja | 74' | César Sánchez  |

| Árbitro             | Luis Medina Cantalejo        |
| Árbitros asistentes | Victoriano Giráldez Carrasco |
| Árbitros asistentes | Pedro Medina Hernández       |
| Cuarto Árbitro      | Carlos Megía Dávila          |

|                      |
| Bandera de Cataluña  |
| Campeón RCD Espanyol |
| 4° título            |

## Máximos goleadores
| #  | Jugador        | Equipo                  | Goles | Partidos |
| -- | -------------- | ----------------------- | ----- | -------- |
| 1º | Ewerthon       | Real Zaragoza           | 8     | 9        |
| 2º | Diego Milito   | Real Zaragoza           | 6     | 9        |
| 3º | Sergio Mesa    | CD Alcoyano             | 5     | 4        |
| 4º | Henrik Larsson | Fútbol Club Barcelona   | 4     | 3        |
| 5º | Jesús Perera   | Real Club Celta de Vigo | 4     | 3        |
| 6º | Robinho        | Real Madrid             | 4     | 6        |